# Connor Ingram
Connor Ingram (Saskatoon, Saskatchewan, 31 de marzo de 1997) es un jugador profesional canadiense de hockey sobre hielo que se desempeña en la posición de guardameta en Arizona Coyotes, equipo de la National Hockey League (NHL).

## Carrera
Fue seleccionado en la tercera ronda en la NHL Entry Draft de 2016. En 2021 hizo su debut profesional con el equipo Nashville Predators, en el cual jugó una temporada (2021-2022), después pasó a Arizona Coyotes, donde lleva jugando dos temporadas.